# USS Lindsey (DM-32)
O USS Lindsey (DM-32) foi um Destroyer norte-americano, classe Robert H. Smith que serviu durante a Segunda Guerra Mundial.

## Comandantes
| Comandante                  | Data                     |
| --------------------------- | ------------------------ |
| Cdr. Thomas Edward Chambers | 20 de Agosto de 1944 -?? |